# Jan IV z Wałdowa
Jan IV z Wałdowa (zm. 1423) – duchowny katolicki, biskup lubuski.
Brat Jana V z Wałdowa. Studiował teologię i prawo w Pradze. Po studiach pracował w kancelarii margrabiego morawskiego Jodoka. 20 grudnia 1416 r. został mianowany biskupem brandenburskim, skąd 29 marca 1420 r. został przeniesiony na wniosek cesarza na biskupstwo lubuskie.